# Mailu
L'isola di Mailu è un'isola della Papua Nuova Guinea, che si trova nel sud della Nuova Guinea, 250 km a sud-est di Port Moresby lungo la costa. Amministrativamente fa parte del Distretto di Abau nella Provincia Centrale, appartenente alla Regione di Papua.